# Sauron
|  | No s'ha de confondre amb Sàuron. |

Sauron és un gènere d'aranyes araneomorfes de la subfamília dels erigonins, dins de la família Linyphiidae . Es poden trobar a la zona paleàrtica.
Fou descrit per primera vegada per  Kiril Ieskov & Y. M. Marusik l'any 1995.
Aconsegueixen una longitud corporal d'1.25 a 2 mm.
El nom del gènere deriva de Sàuron, un personatge fictici de l'univers de la Terra Mitjana de J.R.R. Tolkien.

## Llista d'espècies
Segons The World Spider Catalog 12.0:
- Sauron fissocornis Ieskov, 1995 (Espècie tipus)

Fou descrita a partir d'individus recol·lectats a les Muntanyes Saur del Kazakhstan.
- Sauron rayi  (Simon, 1881)

Va ser originalment descrita per Eugène Simon el 1881 com a Erigone rayi, i es troba per tota Europa central i Oriental, des de França fins a Rússia